# 笞罪
笞罪（ちざい）、笞刑（ちけい）とは、体刑の一つで、笞（むち）を打つことによるもの。鞭打ち刑。
唐の律令法では、笞刑・杖刑・徒刑・流刑・死刑があり、これらを五刑と呼んだ。日本や朝鮮半島などの周辺諸国でも受容され、日本では大宝律令・養老律令において笞罪・杖罪・徒罪・流罪・死罪が定められていた。

## 日本
鞭打ちを刑罰として課す事は大和朝廷の頃から行われていたと考えられている（『日本書紀』に敏達天皇の時代に仏教弾圧を進めた物部守屋が尼を鞭で打ったとある）が、刑罰として法的に整備されたものは大化の改新から天武天皇の時代に導入されたと推定されており、大宝・養老両律令においては単に笞（ち）と称され、笞罪（ちざい）と呼ばれる場合もあった。和訓は「之毛度（しもと）」。最も軽い刑罰であり、木製の笞杖によって臀部を打った。笞杖の大きさは手元で3分（約9ミリ）、先端は2分（約6ミリ）、長さは3尺5寸（約1メートル5センチ）と定められ、受刑者の皮膚を破らないように節目などの凹凸は削られたものが使用された。
笞は一番軽い刑であり、杖罪以上の刑罰の様に罪人を獄に囚禁する必要はなかった。また、規定の笞杖に違反した場合や受刑者に対して重傷を負わせたり死に至らしめた場合には執行者が処罰されることもあった。回数は罪の重さによって10回から50回までの5段階に分かれていた。笞は郡司による専断による処分が認められていた（杖罪以上の刑罰の場合は国司・中央の許可を要した）。また、10回あたり銅を1斤納付することで罪を免じられる贖銅の制もあり、貴族などの富裕者は実刑を受けないこともあった。
14世紀の『徒然草』第204談に、「笞打ちの際、拷器に引き寄せて縛り付けるが、拷器の構造も、縛り付ける仕方も、今は知ってわきまえている人もないという」とあり、律令制における笞刑を具体的に、どのように行うかが忘れ去られている様が記述されている。

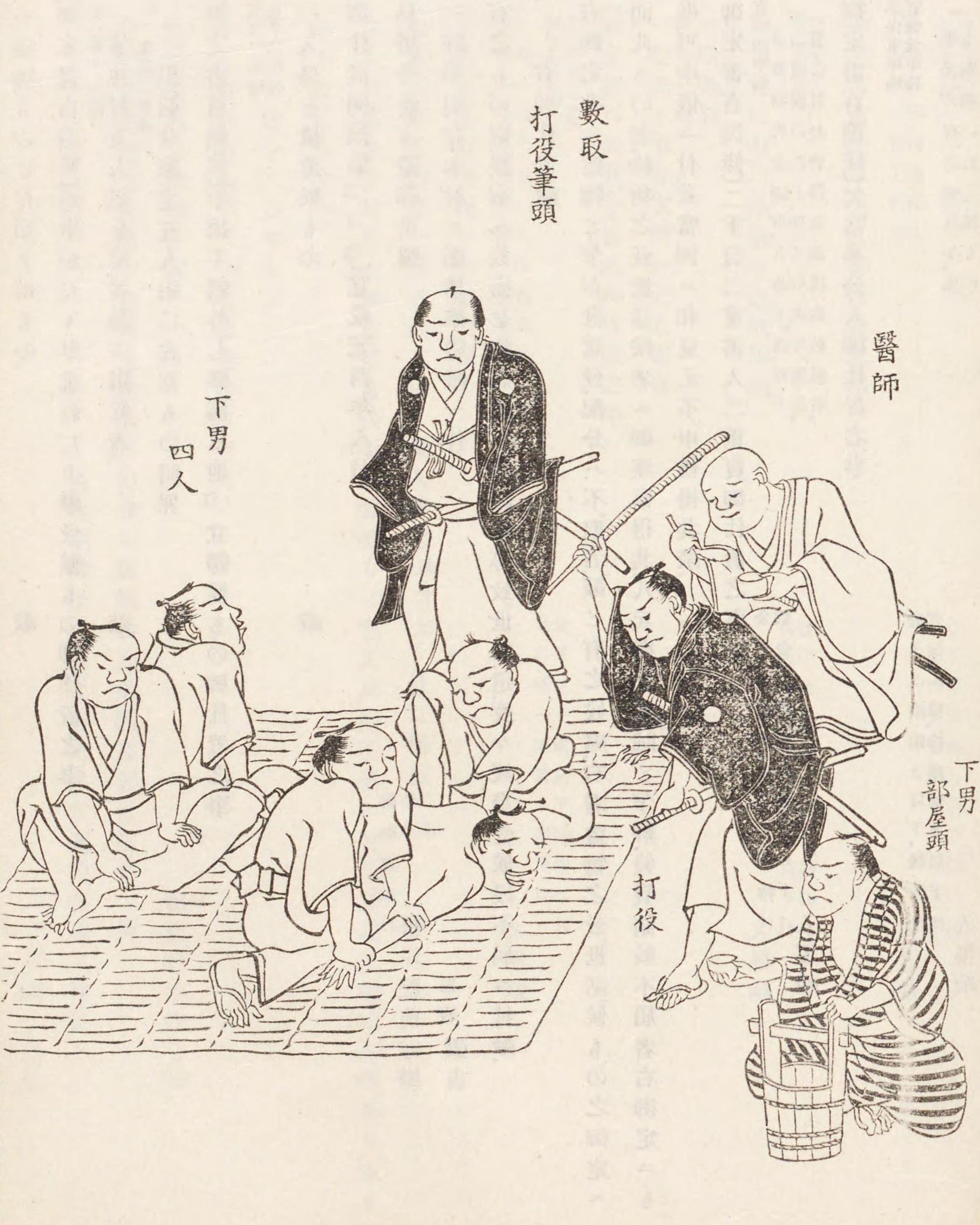
江戸時代の敲（たたき）（『古事類苑』）。

江戸時代に入り、非公式な組織内刑罰だった鞭打ちが、徳川吉宗によって、公式の刑罰、敲（たたき）として復活した。回数によって、50回のものを軽敲、100回の、いわゆる百叩きを重敲と呼ぶ。盗みや喧嘩などの軽犯罪を対象としており、一揆における便乗犯にも、この刑罰が加えられた。箒尻と呼ばれる長さ1尺9寸程度の竹製の鞭が使われ、背骨を避けて肩・背中・尻を叩く。庶民の男子のみに対する刑罰で、武士には執行されなかったが、浪人には執行された。小伝馬町牢屋敷門前に筵を敷き、受刑者を裸にしてうつ伏せにさせ、下男4人で手足を押さえて打役が叩く。数え役が傍らに立ち、打った回数を数え、重敲の場合は50回で受刑者に気付薬と水を与え、打役が交替して残りの回数を叩く。敲刑受刑者の身元引受人を含めた大勢の見物人が見ている前で、公開執行されていた。
また、平松義郎によれば、1862年（文久2年）～1865年（慶応元年）の期間における江戸において、伝馬町牢屋敷に収容された者の約73%が、入墨・敲刑（追放刑が併科された者を除く）に処され、入牢者に最も多く処された刑罰と言われている。場所と期間が限定されるが、江戸や大坂町奉行が管轄している地域、及びそれ以外においての入墨・敲刑が科刑された者の統計が以下の表となる。入墨刑も計上しているのは、敲刑と併科して行われているためである。但し、これらの表では、追放刑と併科された者は含まれない。
| 年                                      | 入墨重敲          | 入墨重敲          | 入墨敲            | 入墨敲            | 入墨              | 入墨              | 重敲              | 重敲              | 敲                | 敲                | 入墨・敲刑 科刑者数 | 内、人足寄場 収容者数 | 人足寄場 収容率(%) |
| 年                                      | 人足寄場 収容あり | 人足寄場 収容なし | 人足寄場 収容あり | 人足寄場 収容なし | 人足寄場 収容あり | 人足寄場 収容なし | 人足寄場 収容あり | 人足寄場 収容なし | 人足寄場 収容あり | 人足寄場 収容なし | 入墨・敲刑 科刑者数 | 内、人足寄場 収容者数 | 人足寄場 収容率(%) |
| --------------------------------------- | ----------------- | ----------------- | ----------------- | ----------------- | ----------------- | ----------------- | ----------------- | ----------------- | ----------------- | ----------------- | ------------------- | --------------------- | ------------------ |
| 1862年（文久2年）                       | 104               | 250               | 16                | 99                | 1                 | 28                | 64                | 192               | 21                | 234               | 1009                | 206                   | 20.4               |
| 1863年（文久3年）                       | 98                | 176               | 15                | 74                | 2                 | 12                | 45                | 185               | 31                | 193               | 831                 | 191                   | 23.0               |
| 1864年（元治元年）                      | 66                | 179               | 20                | 89                | 5                 | 31                | 42                | 221               | 18                | 217               | 888                 | 151                   | 17.0               |
| 1865年（慶応元年）5～12月               | 72                | 281               | 10                | 105               | 1                 | 12                | 47                | 266               | 22                | 281               | 1097                | 152                   | 13.9               |
| 入墨・敲刑種類別 (人足寄場収容有無)総計 | 340               | 886               | 61                | 367               | 9                 | 83                | 198               | 834               | 92                | 925               | 3795                | 700                   | 18.4               |
| 入墨・敲刑 種類別総計                   | 1226              | 1226              | 428               | 428               | 92                | 92                | 1032              | 1032              | 1017              | 1017              | 3795                | 700                   | -                  |
| 入墨・敲刑 種類別割合(%)                | 32.1              | 32.1              | 11.2              | 11.2              | 2.4               | 2.4               | 27.2              | 27.2              | 26.6              | 26.6              | 100.0               | -                     | -                  |
| 入墨・敲刑 種類別 人足寄収容率(%)       | 27.7              | 27.7              | 14.3              | 14.3              | 9.8               | 9.8               | 19.2              | 19.2              | 9.0               | 9.0               | -                   | -                     | 18.4               |

- 上記の表には、15歳未満少年と女性は含まれていない。15歳未満少年と女性の場合、敲刑の代わりに、過怠牢舎（敲に該当する罪を犯した場合、1敲き1日計算で牢屋敷に牢舎させる。）が科刑された。
この期間中に15歳未満は29人、女性は入墨刑が付加された者が48人、付加されない者が29人である。その内、加役方人足寄場に収容された女性は7人おり、全員15歳以上である。

| 年                       | 入墨・敲刑 | 入墨 | 敲刑 | 入墨・敲刑科刑者数 |
| ------------------------ | ---------- | ---- | ---- | ------------------ |
| 1781年（天明2年）        | 32         | 6    | 31   | 69                 |
| 1782年（天明3年）        | 112        | 6    | 101  | 219                |
| 1783年（天明4年）        | 77         | 6    | 75   | 158                |
| 1784年（天明5年）        | 84         | 2    | 50   | 136                |
| 1785年（天明6年）        | 48         | 5    | 35   | 88                 |
| 入墨・敲刑 種類別総計    | 353        | 25   | 292  | 670                |
| 入墨・敲刑 種類別割合(%) | 52.7       | 3.7  | 43.6 | 100.0              |

| 奉行所・代官所・郡代名 | 年              | 入墨重敲 | 入墨敲 | 入墨 | 重敲 | 敲 | 入墨・敲刑科刑者数 |
| ---------------------- | --------------- | -------- | ------ | ---- | ---- | -- | ------------------ |
| 奈良奉行所             | 1811（文化8年） | 29       | 29     | 0    | 40   | 40 | 69                 |
| 備中・倉敷代官所       | 1789（寛永9年） | 0        | 0      | 0    | 0    | 1  | 1                  |
| 西国郡代               | 1845（弘化2年） | 0        | 0      | 0    | 3    | 2  | 5                  |
| 飛騨郡代               | 1866（慶応2年） | 1        | 0      | 0    | 0    | 0  | 1                  |

上記の江戸の表より、加役方人足寄場収容率は、全期間を通すと約18%であり、残りの約82%近くの者が収容されてないことが分かる。更に、重敲の科刑有無によって収容率が変わり、科刑された者は約24%が収容されたのに対して、科刑されなかった者は約11%と2倍以上の差がある。そして収容率が最も多い入墨重敲でも、約28%と、所払以外の追放刑に処された者（59.3～89.4%）と比べて、低い。
大阪町奉行の場合、1781年（天明2年）～1785年（天明6年）の期間に大阪松屋町牢屋に入牢され科刑された者（1,431人）の内、約47%（670人）が入墨・敲刑に処されている。平松義郎によれば、同時期の江戸（約37%）に比べて、この刑に科される割合が高く、その理由を大阪が「天下の台所」と後に言われる程の商都故に、窃盗罪を主とする財産犯罪（窃盗罪の1つであるスリは、明治以前は大阪が本場であった。）が多く、その犯罪に対して科刑されることが多かったためと言われている。

明治時代の初期までは公式の刑罰であり、1868（明治元年）に定めた仮刑律にも笞刑として回数を10から100までを十等に分け（同年11月より回数を100、50、20の3種類に変更している）、1870年（明治3年）10月に発布された新律綱領では、「笞」は10から50まで，「杖」は60から100までをそれぞれ五等に分けて、大政奉還以後も継続していた。
しかし文明開化政策により、1873年（明治6年）6月に発布された改定律例により、五刑のうち笞罪、杖罪が懲役に置き換えられ、国が定めた刑罰としては廃止される。但し、予定通りに置き換えたい司法省と置き換えによる費用が嵩んでしまうため見送りたい大蔵省との争いの末、妥協策として懲役日数に換算して懲役100日以下の男性に対しては、各地方で100日以下の懲役にするか従来の笞罪・杖罪で行われるか地方に判断が委ねられることとなった。そのため、多くの府県で継続されることななり、札幌市では1878年（明治11年）4月まで主に賭博等の軽犯罪を犯した男性に対して行われ、兵庫県は1880年（明治13年）まで刑罰として存続した。更に、受刑者増加を理由に懲役刑の一時的な代替刑として導入する県も現れ、埼玉県においては1877年（明治10年）4月から翌年に掛けて2,737人が科刑されるなど、笞刑・杖刑が刑罰として残っていき、完全なる廃止は1882年（明治15年）1月1日施行の旧刑法まで待たねばならなかった。
但し、施行後も旧刑法第3条より施行以前に犯した犯罪で判決が下されていない者に関しては、旧刑法と改定律令・新律綱領を比べて刑罰が軽い方で処罰することになったため、表中に記載してないが、明治15年（1882年）に一般刑法犯は堺軽罪裁判所（現・堺簡易裁判所）で笞刑を言い渡された者が1人いた。他に、旧日本軍に関しては陸軍海軍刑法第2条第2項より旧刑法と同様の対応で処罰したため、明治15年（1882年）7月から明治16年6月の間に旧陸軍は5名（内、所属別では陸軍省軍属<杖刑受刑>、教導団楽生、東京鎮台兵卒、熊本鎮台の兵卒と予備兵の各々1名で、禁錮刑が付加された。）、旧海軍は明治15年7月から同年12月の間に水兵屯営の水兵1名（科刑回数は13回）に科されている。
以下は、改定律例発布から旧刑法施行年の6月までの笞・杖刑の科刑者数である。
| 年 | 一般刑法犯笞杖刑科刑者数 | 一般刑法犯笞杖刑科刑者数      | 一般刑法犯笞杖刑科刑者数 | 一般刑法犯笞杖刑科刑者数                           | 旧陸軍 笞杖刑 科刑者数 | 旧海軍 笞杖刑 科刑者数 | 全男性科刑者 に占める 笞杖刑科刑者 の割合 | 旧陸軍科刑者 に占める 笞杖刑科刑者 の割合 | 旧海軍科刑者 に占める 笞杖刑科刑者 の割合 | 備考 |
| 年 | 全体数                   | 内、地方監獄にて 科刑された者 | 内、 除族                | 内、贖罪収贖 者で、罰金が払えず 笞杖で換刑された者 | 旧陸軍 笞杖刑 科刑者数 | 旧海軍 笞杖刑 科刑者数 | 全男性科刑者 に占める 笞杖刑科刑者 の割合 | 旧陸軍科刑者 に占める 笞杖刑科刑者 の割合 | 旧海軍科刑者 に占める 笞杖刑科刑者 の割合 | 備考 |
| --- | ------------------------ | ----------------------------- | ------------------------ | -------------------------------------------------- | ---------------------- | ---------------------- | ----------------------------------------- | ----------------------------------------- | ----------------------------------------- | --- |
| 1873年(明治6)年 | -                        | -                             | -                        | -                                                  | 160                    | 10                     | -                                         | 40.1                                      | 23.8                                      | この年の1月25日に東京府は、笞杖刑を懲役刑に換刑。以降、笞杖刑は執行されていない。また、埼玉県はこの年から受刑者増加による1877年（明治10年）4月の一時復活まで執行されなくなる。 |
| 1874年(明治7年) | -                        | -                             | -                        | -                                                  | 193                    | 24                     | -                                         | 46.5                                      | 26.1                                      | |
| 1875年(明治8)年7月-1876年(明治9年)6月 (一般刑法犯の全体者数は、1875年(明治8)年1月-12月)                                                                           | -                        | 19,513                        | -                        | -                                                  | 682                    | 71                     | -                                         | 47.4                                      | 38.6                                      | 長崎県は1875年（明治8年）を 最後に笞杖刑が執行されなくなる。 |
| 1876年(明治9年)7月-1877年(明治10年)6月 (一般刑法犯の全体者数は、1876年(明治9)年1月-12月)                                                                          | 17,825                   | 17,098                        | -                        | 743                                                | 834                    | 81                     | 17.3                                      | 62.3                                      | 50.0                                      | |
| 1877年(明治10年)7月-1878年(明治11年)6月 (一般刑法犯の全体者数は、1877年(明治10)年1月-12月)                                                                        | 23,376                   | 27,656                        | -                        | 225                                                | 1,169                  | 121                    | 28.7                                      | 69.2                                      | 54.8                                      | |
| 1878年(明治11年)7月- 1879年(明治12年)6月 (一般刑法犯の全体者数は、1878年(明治11)年1月-12月。 司法省第四刑事統計年報の数値と埼玉県科刑者数を合わせた 数値である。) | 29,670                   | 24,156                        | 325                      | 23                                                 | 1,442                  | 138                    | 30.7                                      | 54.4                                      | 55.4                                      | 司法省年報で確認できる限り、千葉県・栃木県・茨城県・群馬県・静岡県・山梨県・新潟県・福岡県は、1880年（明治11年）以降笞杖刑が執行されていない。そして、埼玉県は、受刑者増加による1877年（明治10年）4月から行われた笞杖刑一時復活を1878年（明治11年）8月に停止して以降執行されなくなる。 |
| 1879年(明治12年)7月- 1880年(明治13年)6月 (一般刑法犯の全体者数は、1879年(明治12)年1月-12月)                                                                       | 33,082                   | 30,043                        | 378                      | 24                                                 | 1,433                  | 235                    | 30.7                                      | 57.2                                      | 66.2                                      | 島根県と兵庫県では、1879年（明治12年）を最後に笞杖刑が執行されなくなる。 |
| 1880年(明治13年)7月-1881年(明治14年)6月 (一般刑法犯の全体者数は、1880年(明治13)年1月-12月)                                                                        | 28,606                   | 25,741                        | 201                      | 18                                                 | -                      | 219                    | 26.4                                      | -                                         | 67.8                                      | 神奈川県は1880年（明治13年）を最後に、笞杖刑が執行されなくなる。 |
| 1881年(明治14年)7月－1882年(明治15年)6月 (一般刑法犯の全体者数は、1881年(明治14)年1月-12月、 地方監獄で執行された者は、1881年(明治14)年7月-12月 )                 | 25,980                   | 10,948                        | 292                      | 3                                                  | 1,006                  | 127                    | 23.9                                      | 35.5                                      | 50.8                                      | |
| 年 | 全体数                   | 内、地方監獄にて 科刑された者 | 内、除族                 | 内、贖罪収贖者で、 罰金が払えず 笞杖で換刑された者 | 旧陸軍 笞杖刑 科刑者数 | 旧海軍 笞杖刑 科刑者数 | 全男性科刑者 に占める 笞杖刑科刑者 の割合 | 旧陸軍科刑者 に占める 笞杖刑科刑者 の割合 | 旧海軍科刑者 に占める 笞杖刑科刑者 の割合 | 備考 |
| 年 | 一般刑法犯笞杖刑科刑者数 |                               |                          |                                                    | 旧陸軍 笞杖刑 科刑者数 | 旧海軍 笞杖刑 科刑者数 | 全男性科刑者 に占める 笞杖刑科刑者 の割合 | 旧陸軍科刑者 に占める 笞杖刑科刑者 の割合 | 旧海軍科刑者 に占める 笞杖刑科刑者 の割合 | 備考 |

また、以降の事例は違法なリンチや拷問の類である。日本海軍においては、バッターや海軍精神注入棒と呼ばれた木の棒で、水兵の尻をフルスイングで打ちのめす懲罰(いわゆるケツバット)が存在した。

## 朝鮮半島の笞刑
朝鮮王朝・大韓帝国において、刑法は明の法典『大明律』（1397年）と『経国大典』（1460年以降。以後『続大典』、『大典通編』、『大典会通』と名を変える）を併用していたが、その中に刑罰として笞刑（ちけい）があった。1905年に近代的法律の形式を整えた刑法大全（全680条）が施行されたが、その内容は従前の大明律・大典会通とあまり変わることがなく、笞刑も存続した。
1910年の日韓併合後の1912年に施行された刑法大全に替わる朝鮮刑事令で、笞刑は選択刑となり、朝鮮笞刑令が公布された。

朝鮮笞刑令は1920年の朝鮮笞刑令廃止制令(大正9年4月1日)で廃止された。
（笞刑に関する刑令の詳細は外部リンクを参照）
なお、朝鮮王朝時代は『大明律』を依用した『経国大典』巻之五（刑典）に杖刑を含めて概略が記載されていた。

### 朝鮮笞刑令の概要
朝鮮笞刑令及び朝鮮笞刑令施行規則によれば、以下のような実施方法であった。朝鮮人のみに適用、日本人には適用されなかった。
- 適用対象刑と計算方法
  1. 3ヶ月以下の懲役または拘留すべき者のうち情状を配慮するべき場合
  2. 100円以下の罰金科料で情状を配慮し、朝鮮内の定住者または無資産者
  3. 1円の罰金科料、1日の拘留を1回の笞と計算、1日30回以下。
- 対象者と範囲
  1. 16歳以上60歳以下の朝鮮人男子
  2. 臀部に対する笞打
- プライバシーへの配慮
  1. 監獄又は即決官署に於て秘密に行なう。
  2. 笞刑時以外は通常の日常生活をおくることができる。（特に脱走の虞があるときは拘留する）
- 身体状況の確認
  1. 刑実施の前に医師による健康を確認(朝鮮笞刑令施行規則(明治45年朝鮮総督府令第32号) 1条）
  2. 笞刑実施時、実施中に受刑者の身体に異常があれば医師の診断を行なう(同 3条)

## 東南アジアにおける笞刑
シンガポール、マレーシア、ブルネイにおいては現在も刑罰の一種として笞刑が運用されている。